# Герчикова, Ирина Никоновна
Ирина Никоновна Герчикова (20 января 1928 — 23 мая 2016) — советский и российский учёный, доктор экономических наук, заслуженный деятель науки РФ (1998).

## Биография
Родилась в семье профессора Никона Парфёновича Герчикова (1896—1971).
Работала в МГИМО с 1964 года. Основатель и первая заведующая кафедрой организации и управления внешней торговлей (впоследствии — кафедра менеджмента, маркетинга и внешнеэкономической деятельности) (1979—2007). Автор учебных программ: «Менеджмент», «Международное коммерческое дело», «Предпринимательство», «Регулирование предпринимательской деятельности».
Доктор экономических наук, профессор.
Похоронена на Новодевичьем кладбище.

## Научные труды
Автор учебников и учебных пособий:
- Менеджмент. Практикум. : Учеб.пособие для вузов / Ирина Никоновна Герчикова. — М. : Банки и биржи,ЮНИТИ, 1998. — 336с. — ISBN 5-85173-021-8
- Ирина Никоновна Герчикова . Менеджмент Учебник для вузов Серия: Золотой фонд российских учебников Издательство: Юнити-Дана, 2016 г. Твердый переплет, 511 стр. ISBN 978-5-238-01095-3 Тираж: 50000 экз.
- Менеджмент: [учеб. для вузов по специальностям экономики и упр.] Ирина Никоновна Герчикова ЮНИТИ-ДАНА, 2009 — Всего страниц: 499
- Международное коммерческое дело Учебник для вузов [Текст] : Учебник для вузов / И. Н. Герчикова — 2-е изд.,перераб.и доп.. — Москва : ЮНИТИ, 2001. — 671с.

## Награды и звания
- Заслуженный деятель науки РФ.
- Награждена орденом Дружбы народов, медалью «850 лет Москвы».